# 列夫·古德科夫
列夫·德米特里耶维奇·古德科夫（俄語：Лев Дмитриевич Гудков，1946年12月6日—）是俄罗斯社会学家、列瓦达中心主任和《俄罗斯舆论先驱》杂志的主编。

## 生平
古德科夫在莫斯科国立罗蒙诺索夫大学学习新闻学、社会学和语言学，并于1971 年毕业。他在俄罗斯科学院哲学研究所攻讀研究生学习。他的论文涉及马克斯·韦伯的社会科学方法论。 1995年古德科夫攻读哲学博士学位。